# Список греховодниц
«Список греховодниц», другое название «Список любовниц» (пол. Spis cudzołożnic) — польский телевизионный фильм, комедия 1994 года, по повести Ежи Пильха  «Список блудниц. Дорожная проза».

## Сюжет
Густав — научный сотрудник Ягеллонского университета. На заказ от декана он показывает Краков иностранному профессору из Уппсальского университета. Но, шведа интересуют только женщины, в частности, он просто хочет заниматься сексом. К сожалению, все бывшие любовницы Густава уже не молодые.

## В ролях
- Ежи Штур — Густав,
- Пребен Остерфельт[дат.] — Бьорн, шведский профессор,
- Ян Пешек — декан,
- Дорота Помыкала — Иоля Лукасик,
- Станислава Целиньская — Иза Гусяречка,
- Агнешка Вагнер — Беверли,
- Божена Адамек — Эмилька, бывшая жена Густава,
- Анна Радван — Мария Магдалина,
- Ян Фрыч — Ежи Згулка, муж Марии Магдалины,
- Ежи Пильх — мужчина в баре.